# NGC 1527
NGC 1527 في الفهرس العام الجديد، هي مجرة، تقع في كوكبة الساعة (كوكبة). اكتشفت في 28 سبتمبر 1826 بواسطة جيمس دنلوب.

## روابط خارجية
- NGC 1527 على موقع ويكي سكاي: DSS2, SDSS, GALEX, IRAS, Hydrogen α, X-Ray, Astrophoto, Sky Map, Articles and images